# La Reforma, San Pedro Quiatoni
La Reforma är en ort i Mexiko.   Den ligger i kommunen San Pedro Quiatoni och delstaten Oaxaca, i den sydöstra delen av landet, 400 km sydost om huvudstaden Mexico City. La Reforma ligger 1 565 meter över havet och antalet invånare är 152.
Terrängen runt La Reforma är bergig. Runt La Reforma är det glesbefolkat, med 11 invånare per kvadratkilometer. Närmaste större samhälle är San Pedro Quiatoni, 10,2 km öster om La Reforma. I omgivningarna runt La Reforma växer i huvudsak blandskog.